# Менгерзен, Эрнст
Эрнст Менгерсен (нем. Ernst Mengersen; 30 июня 1912, Бремке, Липпе — 6 ноября 1995, Детмольд) — немецкий офицер-подводник, капитан 3-го ранга (1 декабря 1944 года).

## Биография
23 сентября 1933 года поступил на флот кадетом. 1 октября 1936 года произведен в лейтенанты. Служил на тяжелом крейсере «Адмирал Шеер» и миноносце «Тигр». В апреле 1939 года переведен в подводный флот.

## Вторая мировая война
24 ноября 1939 года назначен командиром подлодки U-18, на которой совершил 2 похода (проведя в море в общей сложности 33 суток).
После недолгого командования подлодкой U-143 (18 сентября — 2 ноября 1940 года) Менгерсен 18 ноября 1940 года принял командование лодкой U-101, на которой совершил 6 походов (186 суток).
18 ноября 1941 года награждён Рыцарским крестом Железного креста.
С 29 января 1942 по 18 апреля 1943 года командовал подлодкой U-607 (3 боевых похода, 148 суток в море).
Всего за время военных действий Менгерсен потопил 13 судов общим водоизмещением 69 346 брт и повредил 3 судна водоизмещением 20 159 брт.
В июне 1943 года назначен командиром 20-й (учебной) флотилии подлодок в Пиллау. В феврале 1945 года флотилия Менгерсена была расформирована, а сам Менгерсен переведен в штаб 25-й флотилии. В апреле 1945 года принял командование над только что сформированной 15-й флотилией и оставался во главе её до конца войны.